# Учасники російсько-української війни Н
Учасники російсько-української війни, прізвища яких починаються з літери Н:

## На - Не
1. Набатов Дмитро Сергійович[1]
2. Набережний Назар Назарович
3. Набєгов Роман Валерійович
4. Набок Олександр Миколайович
5. Набок Сергій Миколайович
6. Набоченко Дмитро Юрійович
7. Навроцький Михайло Володимирович
8. Нагай Богдан Богданович
9. Нагай Марина Миколаївна
10. Нагірний Андрій Мирославович
11. Нагірний Юрій Миколайович
12. Наглій Сергій Володимирович Указ Президента України від 17 серпня 2016 року № 258/2016 «Про відзначення державними нагородами України»
13. Наглюк Роман Миколайович
14. Нагорна Валерія[2]
15. Нагорний Андрій Олександрович
16. Нагорний Валерій Миколайович
17. Нагорний Денис Сергійович
18. Нагорний Ігор Анатолійович
19. Нагорний Ігор Миколайович
20. Нагорний Олександр Володимирович
21. Нагорний Сергій Михайлович
22. Нагорний Юрій Васильович
23. Нагорняк Віталій Володимирович
24. Надельнюк Іван Сергійович
25. Надєєв Сергій Сергійович
26. Надіч Євгеній Олексійович
27. Надозірний Ярослав Віталійович
28. Надточій Микита Дмитрович
29. Надточий Олексій Сергійович
30. Наєв Сергій Іванович
31. Назаратій Олег Олександрович
32. Назаренко Андрій Володимирович
33. Назаренко Андрій Олегович
34. Назаренко Богдан Анатолійович
35. Назаренко Володимир Едуардович
36. Назаренко Володимир Іванович
37. Назаренко Дмитро Анатолійович
38. Назаренко Дмитро Миколайович
39. Назаренко Олександр Олександрович (військовик)[1]
40. Назаренко Руслан Олександрович
41. Назаренко Сергій Валентинович
42. Назаренко Сергій Васильович
43. Назаренко Ян Франтасійович
44. Назарко Олександр Михайлович
45. Назаров Віктор Миколайович
46. Назаров Сергій Михайлович[3]
47. Назаров Роман Володимирович
48. Назарук Юрій Володимирович
49. Назарчук Віктор Миколайович
50. Назарчук Віктор Юрійович
51. Назарчук Володимир Васильович
52. Назарчук Микола Олександрович
53. Назарчук Роман Юрійович
54. Назарян Владлен Олександрович
55. Назима Петро Васильович
56. Найда Мар'ян Володимирович
57. Найдьон Олександр Вікторович
58. Наконечний Ігор Валерійович
59. Наконечний Ігор Олександрович
60. Наконечний Павло Юрійович
61. Налєва Андрій Юрійович
62. Наливайко Василь Васильович
63. Наливайко Віктор Валерійович
64. Наливайко Леонід Миколайович
65. Наливайко Олександр Сергійович
66. Наливайчук Юрій Богданович
67. Нальота Євген Андрійович
68. Намонюк Олександр Олексійович
69. Намись Данило Ігорович
70. Нанинець Володимир Михайлович
71. Напреєнков Андрій Іванович
72. Напрієнко Дмитро Віталійович
73. Напрягло Роман Дмитрович
74. Напханенко Віталій Валерійович
75. Наріжний Сергій Станіславович
76. Нартовський Юрій Володимирович
77. Насадюк Ілля Сергійович
78. Насіковський Петро Петрович
79. Насонов Віктор Володимирович
80. Настенко Олександр Миколайович
81. Настенко Руслан Вікторович
82. Настич Володимир Васильович
83. Натан Хазін
84. Науменко Андрій Леонідович
85. Наумов Віталій Валерійович
86. Науменко Анатолій В'ячеславович
87. Науменко Андрій Григорович
88. Науменко Віктор Володимирович
89. Науменко Денис Ігорович
90. Науменко Іван Андрійович
91. Науменко Іван Олександрович[1]
92. Науменко Олег Геннадійович
93. Наумов Вадим Олександрович
94. Наумов Віталій Сергійович
95. Наумов Дмитро Миколайович
96. Наумов Роман Сергійович
97. Наумович Артем Анатолійович
98. Наумович Валерій Дмитрович
99. Нахаєв Олександр Леонідович
100. Начовний Іван Ілліч
101. Начосний Денис Миколайович
102. Нащубський Віталій Іванович
103. Небелас Денис Володимирович
104. Небилиця Максим Михайлович
105. Небещук Сергій Миколайович
106. Небір Володимир Васильович
107. Небожинський Назар Володимирович
108. Небор Андрій Ігорович
109. Небось Ігор Євгенович
110. Небрат Ігор Володимирович
111. Невар Сергій Федорович
112. Невеличук Сергій Васильович
113. Невинський Євген Антонович
114. Невідничий Юрій Олександрович
115. Невінський Віталій Ігорович
116. Невмержицький Андрій Миколайович
117. Невмержицький Дмитро Іванович
118. Невмержицький Іван Олексійович
119. Неволін Вадим Юрійович
120. Негар Ілля Борисович
121. Негер Іван Іванович
122. Негерчук Микола Вікторович
123. Аль Шамі Фарес Недаль
124. Недашківський Віктор Іванович
125. Недельський Микола Степанович
126. Неділько Владислав Олександрович
127. Недільський Василь Васильович
128. Недобитко Олександр Вікторович
129. Недоводієв Микита Олександрович
130. Недоступ Костянтин Костянтинович
131. Недря Кирило Михайлович
132. Недря Сергій Сергійович
133. Нежалківський Петро Ігорович
134. Нежиденко Ян[4]
135. Неживий Микола Миколайович
136. Незаписенко Віталій Юрійович
137. Неклець Сергій Володимирович[1]
138. Некритий Олексій Костянтинович
139. Немеш Іван Михайлович
140. Немира Олександр Миколайович
141. Немченко Анна Романівна
142. Немінський Ігор Вікторович
143. Немченко Іван Олександрович
144. Ненада Сергій Васильович
145. Неніца Анатолій Валерійович
146. Непомнящий Микола Валерійович
147. Непомнящий Олександр Миколайович
148. Непоп Костянтин Іванович
149. Нерода Володимир[5]
150. Нерух Юрій Вікторович
151. Несвідомін Дмитро Валерійович
152. Несвітайло Олексій Миколайович
153. Несольоний Андрій Михайлович
154. Несольоний Михайло Михайлович
155. Нестеренко Андрій В'ячеславович
156. Нестеренко Віталій Миколайович
157. Нестеренко В'ячеслав Миколайович
158. Нестеренко Дмитро Вікторович
159. Нестеренко Євген Вікторович
160. Нестеренко Микола Миколайович[6]
161. Нестеренко Оксана Сергіївна
162. Нестеренко Олександр Сергійович
163. Нестеренко Сергій Іванович
164. Нестеренко Юрій Григорович
165. Нестеров Андрій Володимирович
166. Нестерук Дмитро Миколайович
167. Нестерчук Василь Сергійович
168. Нестерчук Сергій Володимирович
169. Нетесюк Михайло Миколайович
170. Нетребко Олег Володимирович
171. Нетребко Олександр Анатолійович
172. Нетребко Олександр Юрійович
173. Нетребовський Віталій Анатолійович
174. Нетруненко Артем Віталійович
175. Нефьодов Максим[7]
176. Нехаєв Андрій Сергійович[1]
177. Нехаєв Олександр Сергійович
178. Нехай Олександр Володимирович
179. Нецвіт Станіслав Володимирович[1]
180. Нечаєв Олег Олександрович
181. Нечай Віктор Ярославович
182. Нечай Володимир Олегович
183. Нечволод Данило Андрійович
184. Нечепоренко Андрій Ігорович
185. Нечепуренко Костянтин Володимирович
186. Нечепуренко Юрій Юрійович
187. Нечипоренко Віталій Сергійович
188. Нечипорук Андрій Дмитрович
189. Нечипорук Олег Іванович
190. Нешко Ігор Володимирович
191. Нешкреба Дмитро Олександрович
192. Нещерет Сергій Анатолійович

## Нє - Ня
1. Нємцов Геннадій Євгенійович
2. Нєстєров Дмитро Сергійович
3. Нєкіпєлов Сергій Васильович
4. Нєкрасов Володимир Олексійович
5. Никитюк Мирослав Леонідович
6. Никитюк Олександр[8]
7. Николаєвич Павліна Василівна
8. Николин Михайло Мирославович[9]
9. Никоненко Сергій Григорович
10. Никоненко Ярослава Сергіївна
11. Ниник Олександр Михайлович
12. Нискогуз Михайло Юрійович
13. Ничвид Василь Петрович
14. Ничипоренко Олександр Ігорович
15. Ништун Сергій Васильович
16. Нищик Руслан Петрович
17. Ніженський Василь Петрович
18. Ніженський Юрій Вікторович
19. Нікель Єгор Олександрович
20. Нікітас Ольга Олександрівна
21. Нікітін Максим Анатолійович[10]
22. Нікітін Максим Олександрович
23. Нікітін Ростислав Олегович
24. Нікітін Сергій Миколайович
25. Нікітінський В'ячеслав Володимирович
26. Нікітчук Павло Олексійович
27. Нікіфоров Василь Семенович
28. Нікіфоров Олексій Володимирович
29. Нікішин Валентин Олександрович
30. Нікогосян Армен Володяйович
31. Ніколаєв Вадим Юрійович
32. Ніколаєв Євген Олександрович
33. Ніколаєв Микита Олександрович
34. Ніколаєв Олег Володимирович
35. Ніколаєв Олег Ілліч
36. Ніколаєв Олександр Віталійович
37. Ніколаєв Сергій Владиславович
38. Ніколаєв Сергій Миколайович
39. Ніколаєнко Денис Ігорович
40. Ніколаєнко Микола Михайлович
41. Ніколаєнко Сергій Володимирович
42. Ніколайчук Владислав Анатолійович
43. Ніколенко Анатолій Володимирович
44. Ніколенко Віктор Вікторович
45. Ніколенко Іван Ігорович
46. Ніколенко Микола Леонідович
47. Ніколин Михайло Мирославович
48. Ніколіца Денис Олегович
49. Ніколов Михайло Михайлович
50. Ніколюк Валерій Анатолійович
51. Ніколюк Віктор Дмитрович
52. Ніконов Микола Артурович
53. Ніконов Павло Сергійович
54. Нікончук Андрій Валерійович
55. Нікулін Максим Володимирович
56. Німченко Олександр Миколайович
57. Німчин Федір Євгенович
58. Ністратенко Сергій Олександрович
59. Нітичук Володимир Вікторович[11]
60. Ніточко Сергій Васильович
61. Нітченко Роман Федорович
62. Нічипорук Вадим Олександрович
63. Нічипорук Олександр Іванович
64. Нічіпорук Сергій Анатолійович
65. Новак Артем Володимирович
66. Новак Василь Васильович
67. Новак Денис Олегович
68. Новак Ігор Володимирович
69. Новак Олександр Іванович
70. Новачук Артем Юрійович
71. Новиков Олександр Олександрович
72. Новицький Анатолій Олегович
73. Новіков Ілля Олександрович
74. Новіков Олег Вікторович[12]
75. Новіцкас Володимир Олексійович
76. Новіцький Віктор Павлович
77. Новіцький Олександр Васильович
78. Новіцький Олексій Михайлович
79. Новіцький Павло Іванович
80. Новіцький Юрій Михайлович
81. Новічков Максим Костянтинович
82. Новіков Олег[13]
83. Новосад Микола Володимирович
84. Новосад Михайло Валерійович
85. Новосад Юрій Анатолійович
86. Новоседлюк Костянтин Анатолійович
87. Новосьолов Дмитро Михайлович
88. Новохатько Олег Олександрович
89. Новохацький Василь Михайлович
90. Керолін Норденґріп
91. Норенко Андрій Петрович
92. Норенко Валерій Миколайович
93. Норинчак Іван Іванович
94. Норов Андрій Олексійович
95. Нос Богдан
96. Носатюк Олег Олегович
97. Носач Іван Петрович
98. Носенко Артем В'ячеславович
99. Носенко В'ячеслав Олексійович
100. Носенко Максим Васильович
101. Носенко Микола Анатолійович
102. Носик Олексій Олександрович
103. Носкова Катерина Володимирівна
104. Носов Сергій Павлович
105. Носульський Анатолій Григорович
106. Носуля Артем Миколайович
107. Нохрін Денис Олександрович
108. Нощенко Сергій Іванович[14]
109. Нужний Дмитро Олександрович[15]
110. Нургельдієв Мурат Розимухаметович
111. Нурматов Олександр Юрійович
112. Нуца Руслана Василівна
113. Нявкевич Інна[16]